# Classe R (cacciatorpediniere 1916)
La classe R fu una classe di 62 cacciatorpediniere costruiti per la Royal Navy tra il 1916 e il 1917. Erano un miglioramento, specialmente per quanto riguarda l'efficienza di carburante, dei precedenti cacciatorpediniere classe M tipo Ammiragliato. La principale differenza era che i classe R avevano due linee d'assi con turbine e riduttore, mentre i classe M avevano tre linee d'assi e turbine dirette. Nell'apparenza i classe R potevano essere riconosciuti per il cannone poppiero da 102 mm montato su di un rialzo. L'Ammiragliato ordinò le prime due navi nel maggio 1915. Altre 17 furono ordinate nel luglio dello stesso anno e ulteriori 8 in dicembre. Le ultime 23 unità furono ordinate nel marzo 1916 (11 con progetto leggermente modificato).
Oltre a queste 50 navi standard del tipo Ammiragliato, 12 ulteriori unità furono costruite dai cantieri Yarrow e John I. Thornycroft & Company, secondo specifici progetti. Nel luglio 1915 tre furono ordinate a Thornycroft e quattro a Yarrow; nel dicembre dello stesso anno altre due furono ordinate a Thornycroft e tre a Yarrow.
Furono gli ultimi cacciatorpediniere con tre fumaioli della Royal Navy (anche se la HMS Bristol, entrata in servizio nel 1973, ebbe tre fumaioli, ma non disposti longitudinalmente). Tutte le unità della classe furono utilizzate durante la prima guerra mondiale, dove alcune servirono come posamine. Otto classe R furono affondati durante la guerra e le navi sopravvissute furono tutte demolite tra gli anni 20 e 30, tranne due. Una nave del tipo Ammiragliato, la HMS Skate, sopravvisse fino a servire durante la seconda guerra mondiale come scorta ai convogli. Fu il più vecchio cacciatorpediniere della Royal Navy a servire in quella guerra. La HMS Radiant fu trasferita nel settembre 1920 alla reale marina militare tailandese, col nome di Phra Ruang, e sopravvive ancora oggi come pontone.

## Classe R tipo Ammiragliato
Due prototipi furono ordinati nel maggio 1915 come parte del quinto programma di guerra:
- Radstock, costruita da Swan Hunter & Wigham Richardson, a Wallsend; varata il 3 giugno 1916. Venduta per essere demolita il 29 aprile 1927.
- Raider, costruita da Swan Hunter; varata il 17 luglio 1916. Venduta per essere demolita il 29 aprile 1927.

Diciassette navi furono ordinate nel luglio 1915 come parte del sesto programma di guerra (insieme a quattro unità tipo Yarrow e tre tipo Thornycroft):
- Romola, costruita da John Brown & Company, a Clydebank; varata il 14 maggio 1916. Venduta per essere demolita il 13 marzo 1930.
- Rowena, costruita da John Brown; varata il 1 luglio 1916. Venduta per essere demolita il 27 gennaio 1937.
- Restless, costruita da John Brown; varata il 12 agosto 1916. Venduta per essere demolita il 23 novembre 1936.
- Rigorous, costruita da John Brown; varata il 30 settembre 1916. Venduta per essere demolita il 5 novembre 1926.
- Rocket, costruita da William Denny and Brothers, a Dumbarton; varata il 2 luglio 1916. Venduta per essere demolita il 16 dicembre 1926.
- Rob Roy, costruita da Denny; varata il 29 agosto 1916. Venduta per essere demolita il 13 luglio 1926.
- Redgauntlet, costruita da Denny; varata il 23 novembre 1916. Venduta per essere demolita il luglio 1927.
- Redoubt, costruita da William Doxford & Sons, a Sunderland; varata il 28 ottobre 1916. Venduta per essere demolita il 13 luglio 1926.
- Recruit, costruita da Doxford; varata il 9 dicembre 1916. Silurata, nel Mare del Nord, dall'UB-16 il 9 agosto 1917.
- Sable, costruita da J. Samuel White, a Cowes; varata il 28 giugno 1916. Venduta per essere demolita nell'agosto 1927.
- Setter, costruita da White; varata il 18 agosto 1916. Affondata per una collisone con la HMS Sylph, davanti a Harwich, il 17 maggio 1917.
- Salmon, costruita da Harland and Wolff, a Govan; varata il 7 ottobre 1916, rinominata Sable nel dicembre 1933. Venduta per essere demolita il 28 gennaio 1937.
- Sylph, costruita da Harland and Wolff; varata il 15 novembre 1916. Venduta per essere demolita il 16 dicembre 1926, ma andò alla deriva durante il traino il 28 gennaio 1927 e fu demolita a Aberavon.
- Sarpedon, costruita da Hawthorn, Leslie and Company, a Hebburn; varata il 1 giugno 1916. Venduta per essere demolita il 13 luglio 1926.
- Sorceress, costruita da Swan Hunter; varata il 29 agosto 1916. Venduta per essere demolita il 29 aprile 1927.
- Sturgeon, costruita da Alexander Stephen and Sons, a Govan; varata l'11 gennaio 1917. Venduta per essere demolita il 16 dicembre 1926.
- Sceptre, costruita da Stephens; varata il 18 aprile 1917. Venduta per essere demolita il 16 dicembre 1926.

Otto navi furono ordinate nel dicembre 1915 come parte del settimo programma di guerra (insieme ad ulteriori due unità tipo Thornycroft):
- Satyr, costruita da William Beardmore and Company, a Dalmuir; varata il 27 dicembre 1916. Venduta per essere demolita il 16 dicembre 1926.
- Sharpshooter, costruita da Beardmore; varata il 27 febbraio 1917. Venduta per essere demolita il 29 aprile 1927.
- Simoom, costruita da John Brown; varata il 30 ottobre 1916. Silurata dalla torpediniera tedesca S 50, nel Mare del Nord, il 23 gennaio 1917.
- Skate, costruita da John Brown; varata l'11 gennaio 1917. Venduta per essere demolita il 4 marzo 1947.
- Skilful, costruita da Harland and Wolff; varata il 3 febbraio 1917. Venduta per essere demolita il 13 luglio 1926.
- Springbok, costruita da Harland and Wolff; varata il 9 marzo 1917. Venduta per essere demolita il 16 dicembre 1926.
- Starfish, costruita da Hawthorn Leslie; varata nel 1916. Venduta per essere demolita il 21 aprile 1928.
- Stork, costruita da Hawthorn Leslie; varata il 15 novembre 1916. Venduta per essere demolita il 7 ottobre 1927.

Ventitré navi furono ordinate nel marzo 1916 come parte dell'ottavo programma di guerra (insieme ad altre tre unità tipo Yarrow). Dodici di queste unità furono uguali alle precedenti:
- Tancred, costruita da Beardmore; varata il 30 giugno 1917. Venduta per essere demolita il 17 maggio 1928.
- Tarpon, costruita da John Brown; varata il 10 marzo 1917. Venduta per essere demolita il 4 agosto 1927.
- Telemachus, costruita da John Brown; varata il 21 aprile 1917. Venduta per essere demolita il 26 luglio 1927.
- Tempest, costruita da Fairfield Shipbuilding and Engineering Company; varata il 26 gennaio 1917. Venduta per essere demolita il 28 gennaio 1937.
- Tenacious, costruita da Harland and Wolff; varata il 21 maggio 1917. Venduta per essere demolita il 26 giugno 1928.
- Tetrarch, costruita da Harland and Wolff; varata il 20 aprile 1917. Venduta per essere demolita il 28 luglio 1934.
- Thisbe, costruita da Hawthorn Leslie; varata il 8 marzo 1917. Venduta per essere demolita il 31 agosto 1936.
- Thruster, costruita da Hawthorn Leslie; varata il 10 gennaio 1917. Venduta per essere demolita nel 1937.
- Tormentor, costruita da Stephen; varata il 22 maggio 1917. Venduta per essere demolita il 19 novembre 1929, ma affondò davanti al Galles del sud mentre era al traino il 13 dicembre 1929.
- Tornado, costruita da Stephen; varata il 4 agosto 1917. Affondò per una mina, nel Mare del Nord, il 23 dicembre 1917.
- Torrent, costruita da Swan Hunter; varata il 26 novembre 1917. Affondò per una mina, nel Mare del Nord, il 23 dicembre 1917.
- Torrid, costruita da Swan Hunter; varata il 10 febbraio 1917. Venduta per essere demolita il 27 gennaio 1937, ma affondò davanti a Falmouth mentre era al traio il 16 marzo 1937.

## Classe R tipo Ammiragliato modificato
Le rimanenti undici navi ordinate nel 1916 furono del tipo Ammiragliato modificato, con una larghezza di 8,2 m, un'immersione di 3.4 m e un dislocamento di 1085 t. Queste unità ebbero solo due fumaioli.
- Trenchant, costruita da J. Samuel White, varata il 23 dicembre 1916. Venduta per essere demolita il 15 novembre 1928.
- Tristram, costruita da White, varata il 24 febbraio 1917. Venduta per essere demolita il 9 maggio 1921.
- Tirade, costruita da Scotts, varata il 21 aprile 1917. Venduta per essere demolita il 15 novembre 1921.
- Tower, costruita da Swan Hunter, varata il 5 aprile 1917. Venduta per essere demolita il 17 maggio 1928.
- Ulster, costruita da William Beardmore and Company, varata il 10 ottobre 1917. Venduta per essere demolita nell'aprile 1928.
- Ulysses, costruita da William Doxford & Sons, varata il 24 marzo 1917. Affondata per la collisione con la SS Ellerie, nel Clyde, il 29 ottobre 1918.
- Umpire, costruita da Doxford, varata il 9 giugno 1917. Venduta per essere demolita il 7 gennaio 1930.
- Undine, costruita da Fairfield, varata il 22 marzo 1917. Venduta per essere demolita nell'aprile 1928, Affondò davanti a Horse Fort mentre si recava alla demolizione, relitto venduto il 27 agosto 1928.
- Urchin, costruita da Palmers Shipbuilding and Iron Company, varata il 7 giugno 1917. Venduta per essere demolita il 7 gennaio 1930.
- Ursa, costruita da Palmers, varata il 23 luglio 1917. Venduta per essere demolita il 13 luglio 1926.
- Ursula, costruita da Scotts, varata il 2 agosto 1917. Venduta per essere demolita il 19 novembre 1929.

## Classe R tipo Thornycroft
- Rosalind, costruita da John I. Thornycroft & Company, Woolston, varata il 14 ottobre 1916. Venduta per essere demolita il 13 luglio 1926.
- Radiant, varata il 25 novembre 1916; venduta alla Thornycroft il 21 giugno 1920 che poi la rivendette alla marina tailandese nel settembre 1920. Fu rinominata Phra Ruang ed è l'unica unità classe R attualmente esistente.
- Retriever, varata il 15 gennaio 1917; Venduta per essere demolita il 26 luglio 1927.
- Taurus, varata il 10 marzo 1917; Venduta per essere demolita il 18 febbraio 1930.
- Teazer, varata il 21 aprile 1917; Venduta per essere demolita il 6 febbraio 1931.

## Classe R tipo Yarrow
Queste sette unità costruite da Yarrow sono spesso classificate come tardivi classe M tipo Yarrow e avevano due fumaioli.
Primo ordine:
- Sabrina - Impostata nell'agosto 1915, varata il 24 luglio 1916, completata nel settembre 1916. Venduta per essere demolita il 5 novembre 1926.
- Strongbow - varata il 30 settembre 1916 e completata nel tardo 1916. Affondata dalle cannonate degli incrociatori tedeschi Bremse e Brummer, davanti alla Norvegia, il 17 ottobre 1917.
- Surprise - varata il 25 novembre 1916 e completata nel 1916. Affondata per una mina nel Mare del Nord la notte tra il 22 e il 23 dicembre 1917.
- Sybille - Impostata nell'agosto 1915, varata il 5 febbraio 1917, completata nel febbraio 1917. Venduta per essere demolita il 5 novembre 1926.

Secondo ordine:
- Truculent - Impostata nel marzo 1916, varata il 24 marzo 1917, completata nel maggio 1917. Venduta per essere demolita il 29 aprile 1927.
- Tyrant - Impostata nel marzo 1916, varata il 19 maggio 1917, completata nel luglio 1917. Venduta per essere demolita nell'aprile 1938.
- Ulleswater - varata il 4 agosto 1917, completata nel 1917. Silurata ed affondata dall'U-boot tedesco UC-17, davanti alla costa olandese, il 15 agosto 1918.